# Alexander Hermann
Alexander Hermann, né le 10 décembre 1991 à Linz, est un handballeur autrichien. Il évolue au poste d'arrière gauche au VfL Gummersbach et en équipe nationale d'Autriche.
Son frère jumeau, Maximilian Hermann, est également handballeur international.